# Хрістос Цоліс
Хрістос Цоліс (грец. Χρήστος Τζόλης, нар. 30 січня 2002, Салоніки, Греція) — грецький футболіст, вінгер бельгійського клубу «Брюгге» та національної збірної Греції.

## Ігрова кар'єра

### Клубна
Хрістос Цоліс є вихованцем грецького клубу ПАОК, де починав грати в молодіжній команді. Першу гру в основі Цоліс провів 7 червня 2020 року проти «Олімпіакоса» у матчі чемпіонату Греції. У складі ПАОКа Цоліс став переможцем Кубку Греції в сезоні 2020/21. В тому ж сезоні футболіст дебютував на міжнародній арені, граючи за ПАОК у матчах кваліфікації Ліги чемпіонів та в групі Ліги Європи.
Перед сезоном 2021/22 англійський «Норвіч Сіті» викупив контракт вінгера за 13 млн євро. Футболіст підписав з клубом контракт на п'ять років. 11 вересня 2021 року у матчі проти лондонського «Арсеналу» Цоліс дебютував у матчах англійської Прем'єр-ліги. Але в подальшому не маючи постійного місця в основі, Цоліс відправився в оренду. У лютому 2022 року футболіст почав виступи у нідерландському «Твенте».
Після закінчення оренди в Нідерландах, Цоліс знову був відправлений в оренду. Сезон 2023/24 він розпочав у клубі німецької Другої Бундесліги «Фортуна» з Дюссельдорфа. З клубом підписаний орендний договір з правом подальшого викупу контракту гравця.

### Збірна
У травні 2019 року у складі юнацької збірної Греції (U-17) Хрістос Цоліс брав участь у юнацькому чемпіонаті Європи, що проходив в Ірландії.
11 листопада 2020 року у товариському матчі проти команди Кіпру Хрістос Цоліс дебютував у складі національної збірної Греції.

## Досягнення
ПАОК
 Володар Кубка Греції: 2020/21
Брюгге
 Володар Кубка Бельгії: 2024/25
  Володар Суперкубка Бельгії: 2025

## Особисте життя
Хрістос Цоліс народився у Греції в родині вихідців з півдня Албанії.